# Ferula haussknechtii
Ferula haussknechtii là một loài thực vật có hoa trong họ Hoa tán. Loài này được H.Wolff ex Rech.f. mô tả khoa học đầu tiên năm 1952.